# ラ・カンディダタ
『ラ・カンディダタ』（スペイン語: La candidata）は、メキシコのテレビドラマ。ラス・エストレージャスで2016年11月21日から2017年2月12日まで放送された。

## 登場人物
レヒナ・バルセナス・リオス・デ・サン・ロマン
演 - シルビア・ナバロ
ヘラルド・マルティネス・オソリオ
演 - ビクター・ゴンサレス
アロンソ・サン・ロマン・スアレス
演 - ラファエル・サンチェス・ナバロ
セシリア・バルセナス
演 - スサナ・ゴンサレス